# Zawiareżża
Zawiareżża (biał. Завярэжжа; ros. Завережье) – wieś na Białorusi, w obwodzie mohylewskim, w rejonie mohylewskim, w sielsowiecie Wiendaraż.